# Mýto
Mýto är en stad i Tjeckien.   Den ligger i regionen Plzeň, i den centrala delen av landet, 60 km sydväst om huvudstaden Prag. Mýto ligger 448 meter över havet och antalet invånare är 1 384.
Terrängen runt Mýto är kuperad åt sydväst, men åt nordost är den platt. Runt Mýto är det ganska tätbefolkat, med 120 invånare per kvadratkilometer. Närmaste större samhälle är Rokycany, 11,3 km sydväst om Mýto. I omgivningarna runt Mýto växer i huvudsak blandskog.